# Zookeeper
Zookeeper (Brasil: O Zelador Animal / Portugal: O Guarda do Zoo) é um filme de comédia americano de 2011 dirigido por Frank Coraci, estrelado por Kevin James Rosario Dawson, Leslie Bibb, Joe Rogan e com as vozes de Adam Sandler, Sylvester Stallone, Faizon Love, Judd Apatow, Jon Favreau, Don Rickles e a cantora Cher. Seu roteiro foi escrito por Kevin James, Nick Bakay, Rock Reuben e Scot Armstrong. O filme é produzido por Jack Giarraputo, Adam Sandler e Kevin James, e distribuído pela Happy Madison, Columbia Pictures e Metro-Goldwyn-Mayer. 
Foi o primeiro filme da MGM a ser co-produzido com a Happy Madison. As filmagens ocorreram entre 17 de agosto e 30 de outubro de 2009, em Boston, e sua estréia nos Estados Unidos ocorreu em 8 de julho de 2011 e no Brasil em 7 de outubro do mesmo ano.

## Sinopse
O solitário zelador de um zoológico Griffin (Kevin James) levou um fora de uma garota por causa do seu emprego. Um tempo depois eles se reencontram e Griffin tenta voltar com ela. Quando descobre que os animais do zoológico sabem falar eles o ajudam com sua garota.

## Elenco
- Kevin James como Griffin Constantine Keyes, o zelador e personagem principal.
- Rosario Dawson como Kate, amiga de Griffin e veterinária do zoológico.
- Leslie Bibb como Stephanie, o interesse amoroso antagônico de Griffin, que rejeita sua proposta de casamento por causa do trabalho dele no zoológico.
- Joe Rogan como Gale, o ex-namorado de Stephanie.
- Nat Faxon como Dave Keyes, irmão de Griffin, que tenta lhe convencer a trabalhar em sua concessionária de carros.
- Ken Jeong como Venom, amigo de Griffin e o funcionário da casa dos répteis.
- Steffiana de la Cruz como Robin Keyes, a noiva, e mais tarde, esposa, de Dave
  - De La Cruz é esposa de Kevin James na vida real.
- Thomas Gottschalk como Jürgen Mavroc
- Donnie Wahlberg como Shane, um zelador abusivo
- Brandon Keener como Nimer
- Jackie Sandler como garçonete

### Vozes
- Nick Nolte como Bernie, o Gorila das Terras Baixas
  - No Brasil, o personagem foi dublado pelo ator e comediante Marcelo Adnet[5]
- Sylvester Stallone como Joe, o Leão
  - No Brasil, o personagem foi dublado pelo ator e comediante Marcelo Adnet[5]
- Adam Sandler como Donald, o Macaco-prego capuchinho
  - No Brasil, o personagem foi dublado pelo ator e comediante Marcelo Adnet[5]
- Judd Apatow como Barry, o Elefante indiano
  - No Brasil, o personagem foi dublado pelo ator e comediante Marcelo Adnet[5]
- Cher como Janet, a Leoa, companheira de Joe
- Jon Favreau como Jerome, o Urso-cinzento
- Faizon Love como Bruce, o Urso-cinzento
  - No Brasil, o personagem foi dublado pelo ator e comediante Marcelo Adnet[5]
- Maya Rudolph como Mollie, a Girafa-reticulada
- Bas Rutten como Sebastian, o Lobo
- Don Rickles como Jim, o Sapo
- Jim Breuer como Spike, o Corvo
- Richie Minervini como Elmo, o Avestruz

## Recepção
O filme recebeu opniões mistas dos críticos. No Rotten Tomatoes, 14% dos 130 críticos deram ao filme uma avaliação positiva, com o consenso afirmando: "Zookeeper sufoca Kevin James com um roteiro encharcado e um excesso de piadas inapropriadas para os jovens espectadores que ficariam intrigados com sua história juvenil". O Metacritic deu ao filme uma pontuação de 30/100 com base em 29 críticos, indicando "avaliações geralmente  desfavoráveis".
Zookeeper fez sua estréia em 3.482 cinemas nos Estados Unidos e no Canadá. Ele arrecadou US$ 7,4 milhões em seu primeiro dia de lançamento e US$ 20,1 milhões em seu fim de semana de abertura, ficando em terceiro lugar no fim de semana, atrás do Transformers: Dark of the Moon e do recém-lançado Horrible Bosses.
O jornal britânico The Telegraph nomeou Zookeeper como um dos dez piores filmes de 2011.

## Música
- I'll Supply the Love – Toto
- Carry On Wayward Son – Kansas
- Anything for You – The Axis
- Smokin' – Boston
- Low – Flo Rida featuring T-Pain
- Unbelievable – EMF
- Two Out of Three Ain't Bad – Meat Loaf
- Kickstart My Heart – Mötley Crüe
- Boogie Wonderland – Earth, Wind & Fire
- You're the First, the Last, My Everything – Barry White
- Bebop Blues – Peter Blair Jazz Quartet
- Easy – Commodores
- Kiss You All Over – Performed by Exile
- Ball of Confusion (That's What the World Is Today) – Love and Rockets
- (Shake, Shake, Shake) Shake Your Booty – KC & The Sunshine Band
- So Much Class – Doctor Jay featuring J. Sabin
- In the Car Crash – Swayzak
- Yoga Music – Ana Brett Ravi Singh e Tom Carden
- Cum On Feel the Noize – Quiet Riot
- More Than a Feeling – Boston